# Airbnb
Airbnb é um serviço online comunitário para as pessoas anunciarem, descobrirem e reservarem acomodações e meios de hospedagem.

## Conceito
Airbnb permite aos indivíduos alugar o todo ou parte de sua própria casa, como uma forma de acomodação extra. O site fornece uma plataforma de busca e reservas entre a pessoa que oferece a acomodação e o turista que busca pela locação. Abrange mais de 500 mil anúncios em mais de 35.000 cidades e 192 países. Desde sua criação em Novembro de 2008 até Junho de 2012, mais de 10 milhões de reservas foram agendadas via Airbnb.

## Histórico
Airbnb foi fundado em Agosto de 2008 por Brian Chesky, Joe Gebbia e Nathan Blecharczyk em São Francisco, na Califórnia. O financiamento inicial foi obtido a partir da incubadora Y Combinator. Mais tarde Greylock Partners, Sequoia Capital e Ashton Kutcher também investiram na empresa.

## Regulamentações
No mundo, centenas de cidades possuem restrições para locações de curto prazo. Na Europa, cidades como Barcelona, Amsterdã, Paris e Veneza, impuseram restrições à plataforma nesse sentido. Em Paris, por exemplo, os anfitriões não podem alugar seus imóveis por mais de 120 dias por ano e estes devem estar regulares perante a prefeitura e adimplentes com os tributos.
Nos Estados Unidos cidades como Washington D.C., Los Angeles e Santa Monica, possuem restrições similares.
No Japão a situação não é diferente. A regulamentação nipônica exige registro dos anfitriões para que possam anunciar seus imóveis na plataforma. Ainda assim, limitando em 180 dias por ano o tempo que um imóvel pode ser alugado.
No Brasil ainda não há legislação que regulamente o Airbnb. No entanto, em abril de 2021, o Superior Tribunal de Justiça (STJ) decidiu que condomínios residenciais podem impedir o uso de imóveis para locação pelo Airbnb.
Segundo a Quarta Turma do Tribunal, o sistema de reserva de imóveis pela plataforma digital é caracterizado como uma espécie de contrato atípico de hospedagem – distinto da locação por temporada e da hospedagem oferecida por empreendimentos hoteleiros, que possuem regulamentações próprias.
Desse modo, caso a convenção do condomínio preveja a destinação residencial das unidades, os proprietários não poderão alugar seus imóveis por meio de plataformas digitais como o Airbnb. No entanto, a convenção do condomínio pode autorizar a utilização das unidades nessa modalidade de aluguel. A alta rotatividade, que pode ameaçar a segurança, o sossego e a saúde do condomínio, são algumas das justificativas da decisão.

## Polêmicas
Assim como o Uber, o Airbnb sofre resistência por setores contrários à chamada economia do compartilhamento. Cidades como Barcelona na Espanha, e Berlim na Alemanha, proibiram o aplicativo, sob o argumento de que ele pode minar setores já estabelecidos da economia, como a rede hoteleira. O presidente da Câmara de Lisboa, Fernando Medina, em Portugal, foi em contramão, e estabeleceu políticas para flexibilizar o controle do aluguel e facilitar o Airbnb, como forma de incentivo ao turismo.
Aderiu recentemente a BDS (Movimento de Boicote a Israel), deixando de oferecer os serviços nas áreas de ocupação israelense, deixando muito insatisfeito o governo de Israel.
Em 21 de junho de 2024, o prefeito da cidade espanhola, Barcelona, Jaume Collboni, anunciou seus planos de proibir aluguéis de imóveis de curto prazo na cidade, a partir de novembro de 2028.